# Goatse.cx
goatse.cx (с англ. — «козий секс»), часто называемый просто «Goatse» — шок-сайт и появившийся на его основе интернет-мем. На первой странице сайта был размещен снимок под названием hello.jpg, на котором изображен обнаженный мужчина, широко растягивающий свой анус обеими руками.
Фотография стала изображением-сюрпризом и интернет-мемом и использовалась в розыгрышах «наживки и подмены» и при дефейсинге веб-сайтов, чтобы шокировать читателей. Несмотря на то, что изображение с сайта было удалено в 2004 году, оно успело широко распространиться по интернету.
В апреле 2012 года таблоид Gawker сообщил, что человек с этой картинки был порноактером-любителем по имени Кирк Джонсон.

## Приостановление действия домена и продажа доменного имени
Житель острова Рождества подал жалобу, в результате которой доменное имя goatse.cx было приостановлено 14 января 2004 года из-за нарушений политики допустимого использования, но многие зеркала сайта всё еще доступны.
В январе 2007 года интернет-администрация острова Рождества вернула домен goatse.cx в доступный пул доменов. Впоследствии домен был зарегистрирован 16 января через регистратора доменов Variomedia и регистрант попытался продать с аукциона право на использование домена.
Ранняя попытка выставить домен на продажу через SEOBidding за 120 долларов не привела к успеху.
Доменное имя goatse.cx было продано на аукционе 30 апреля 2007 года неизвестному участнику торгов. По данным SEOBidding.com, первый аукцион завершился фиктивными ставками, поэтому аукцион был возобновлен. Его снова выиграли участники торгов, не собиравшиеся покупать доменное имя, поэтому в июле SEOBidding.com объявил, что сайт будет продан за 500 000 долларов и что против фиктивных участников торгов будет возбуждено судебное дело. 25 ноября 2007 года и по состоянию на июнь 2010 года сайт все еще продавался, запрашиваемая цена составляла 50 200 долларов.
По состоянию на 16 мая 2010 года сайт снова стал активным. На странице было представлено стилизованное изображение hello.jpg, на котором изображена пара серебряных роботизированных рук, «протягивающих» металлический круглый проем в стене в футуристической фабричной обстановке. Позже в мае на goatse.cx была размещена новая страница с заявленной целью предоставления услуг электронной почты на сайте, на которой был изображен набросок с руками, широко разводящими взгляд на почтовом конверте.
В июле 2011 года goatse.cx не изменился, а www.goatse.cx начал перенаправлять на веб-хостинговую компанию.

### Провайдер электронной почты
В ноябре 2012 года было анонсировано, что goatse.cx был куплен новым владельцем, который рекламировал предоставление услуг электронной почты на данном домене.